# Paul de Kruif
Paul Henry de Kruif (Zeeland, 2 marzo 1890 – Holland, 28 febbraio 1971) è stato un microbiologo, scrittore e divulgatore scientifico statunitense, ricordato soprattutto per il libro divulgativo "Microbe Hunters" tradotto in lingua italiana col titolo "I cacciatori di microbi".

## Biografia
Paul de Kruif si laureò in batteriologia all'Università del Michigan nel 1916. Svolse per alcuni anni la professione del microbiologo. Durante la prima guerra mondiale, nella quale fu ufficiale del corpo sanitario statunitense inviato nelle Argonne, trovò un siero contro la gangrena gassosa. Dopo la guerra fu ricercatore dapprima all'Università del Michigan e successivamente al Rockefeller Institute for Medical Research di New York.
Nel 1922 scrisse un pamphlet sulla medicina negli Stati Uniti (Our medicine men) che gli costò il licenziamento dall'università. Si dedicò da allora alla letteratura. Collaborò con Sinclair Lewis per il romanzo Il dottor Arrowsmith (1925), fornendo le informazioni scientifiche e mediche richieste dalla trama. Nel 1926, dopo alcuni anni di ricerche in Europa su documenti originali, pubblicò «Microbe Hunters», tradotto in lingua italiana col titolo «I cacciatori di microbi». Il testo divulgativo suscitò immediatamente interesse anche in ambito scientifico; e divenne in seguito un classico del suo genere. Nacquero anche alcune polemiche (Kruif sosteneva che la patogenesi della malaria fosse stata svelata da Giovanni Battista Grassi, non da Ross; quest'ultimo, che aveva per questo ottenuto il premio Nobel per la medicina, protestò, e il capitolo che trattava l'argomento venne eliminato dalle edizioni inglesi). I cacciatori di microbi fu il primo di una serie di testi divulgativi di storia della medicina che divennero popolarissimi (per es. Uomini contro la morte o La lotta per la vita). Scrisse centinaia di articoli divulgativi di medicina per riviste popolari (Ladies' Home Journal, Country Gentleman, Reader's Digest). L'ultima sua pubblicazione in volume fu la sua autobiografia (The Sweeping Wind).

## Opere
- Our Medicine Men (1922)
- I cacciatori di microbi (Microbe Hunters, 1926)
- Uomini contro la fame (Hunger Fighters, 1928)
- Uomini contro la morte (Men Against Death, 1932)
- Dobbiamo salvarli? (Why Keep Them Alive?, 1937)
- Seven Iron Men (1937)
- La lotta per la vita (The Fight for Life, 1938)
- L'ormone maschile (The Male Hormone, 1945)
- Health is Wealth (1940)
- Vita fra i dottori (Life Among the Doctors, 1949)
- Kaiser Wakes the Doctors (1940)
- Ritorno dalla follia (A Man Against Insanity, 1957)
- The Sweeping Wind (1962)